# گویدو گرریری
گویدو گرریری (انگلیسی: Guido Guerrieri؛ زادهٔ ۲۵ فوریهٔ ۱۹۹۶) بازیکن فوتبال است.
از باشگاه‌هایی که در آن بازی کرده‌است می‌توان به باشگاه فوتبال سالرنیتانا اشاره کرد.